# Фрейташ ду Амарал, Диогу
Дио́гу Пи́нту де Фре́йташ ду Амара́л (порт. Diogo Pinto de Freitas do Amaral; 21 июля 1941, Повуа-де-Варзин — 3 октября 2019, Кашкайш) — португальский политик и государственный деятель, временный премьер-министр Португалии с 4 декабря 1980 по 9 января 1981, министр иностранных дел Португалии в 1980—1981 и в 2005—2006. В 1980—1983 вице-премьер, в 1981—1983 министр обороны. Активный участник политической борьбы 1970—1980-х годов, основатель правой партии Социально-демократический центр. Впоследствии сблизился с другими политическими силами. Известен также как юрист, историк и преподаватель университета.

## В «Новом государстве»
Родился в семье из традиционной португальской элиты. Дед Фрейташа ду Амарала был полковником королевской армии. Отец — известным инженером, финансистом и политиком, секретарём Антониу Салазара в бытность того министром финансов. Мать происходила из дворянского рода.
Окончил юридический факультет Лиссабонского университета. Преподавателем Фрейташа ду Амарала был Марселу Каэтану. Фрейташ ду Амарал считался близким политическим единомышленником Каэтану, являлся адвокатом корпоративной палаты.
Является одним из крупнейших юристов Португалии, специалист по административному праву. С 1969 — доктор политических и юридических наук. Основные научные интересы — государственное управление и судопроизводство. Преподавал административное право в Лиссабонском университете, впоследствии в Католическом университете Португалии.
В политическом отношении Фрейташ ду Амарал — сторонник христианской демократии, в духе германского ХДС/ХСС. С этих позиций он выступал в первой половине 1970-х, как активист студенческой ассоциации. Высказывался за либерализацию Нового государства. На этой основе сотрудничал с Франсишку Са Карнейру. Принадлежал к группе молодых правоведов, с которыми премьер-министр Каэтану обсуждал планы реформ.

## Партийный лидер и член правительства

### Послереволюционная политическая борьба
После Апрельской революции 1974 года Фрейташ ду Амарал основал консервативно-центристский Социально-демократический центр (СДЦ, впоследствии СДЦ—НП). В 1975 году был избран в Учредительное собрание, в 1976 — в Ассамблею Республики. Оставался депутатом до 1983 года и затем в 1992—1993. С 1974 по 1982 год состоял в Госсовете — совещательном органе при президенте Португалии.
Фрейташ ду Амарал выступал за глубокую демократизацию, отстаивал принципы многопартийности, плюрализма, гражданские и политические свободы. При этом он был жёстким противником коммунистических и социалистических тенденций — национализации промышленности, аграрной коллективизации, антикатолической кампании, подавления оппозиции, правления Революционного совета. Выступал против Португальской компартии Алвару Куньяла, левых правительств Вашку Гонсалвеша, леворадикальной фракции Движения вооружённых сил Отелу Сарайва де Карвалью. Консолидировал правые антикоммунистические силы — в частности, заключил соглашение о союзе с председателем Христианско-демократической партии Жозе Саншешем Озориу.
Фракция СДЦ была единственной, проголосовавшей в против Конституции 1976 года, где ставилась задача «перехода к социализму». В советских политических обзорах партия Фрейташа ду Амарала характеризовалась как «самая реакционная в Португалии», высказывалась тревога в связи с её успехом на выборах 1976 года.
В период Жаркого лета Фрейташ ду Амарал дистанцировался от политического насилия с обеих сторон. Однако известна тесная связь СДЦ с ультраправой террористической группировкой CODECO. Один из лидеров CODECO Жозе Эштевеш работал водителем-охранником Фрейташа ду Амарала. Другой активист — Луиш Рамалью — прямо называл CODECO «вооружённым крылом СДЦ». Впоследствии это создало основателю партии крупные имиджевые проблемы.
Фрейташ ду Амарал активно выступал на стороне правых сил, его речи и призывы встречали массовую поддержку.

Большинство — это те, кто аплодировал Фрейташу ду Амаралу, когда он на огромном митинге СДЦ 18 октября 1975 года сказал, что намерен жить в стране, где «каждый имеет право подниматься в жизни по своим личным способностям и заслугам, самостоятельно решать, как ему работать».

В ноябре 1975 года СДЦ активно поддержал генерала Эанеша, организовывал массовые антикоммунистические митинги. Партия сыграла заметную роль в исходе противостояния в пользу антикоммунистических сил.

### В правительствах Демократического альянса
В 1979 году СДЦ Фрейташа ду Амарала вместе с Социал-демократической партией (СДП) Са Карнейру, Народной монархической партией МП Рибейру Теллеша и «социалистическими диссидентами» Антониу Баррету учредил Демократический альянс. Правая коалиция одержала победу на выборах в декабре 1979 и октябре 1980.
С января по декабрь 1980 Фрейташ ду Амарал занимал пост вице-премьера и министра иностранных дел в правительстве Франсишку Са Карнейру. Внешнеполитический курс Португалии под его руководством выдерживался в рамках «атлантической солидарности» НАТО и противостояния СССР. В советской печати появлялась раздражённая критика Фрейташа ду Амарала за «примитивный антисоветизм».
После гибели премьера Са Карнейру в авиакатастрофе в Камарате 4 декабря 1980 года (вместе с ним погиб вице-председатель СДЦ Аделину Амару да Кошта, второй человек партии) Фрейташ ду Амарал временно вступил в исполнение обязанностей премьер-министра Португалии. Оставался в должности до 9 января 1981 года. Был вице-премьером и министром обороны в правительстве Франсишку Пинту Балсемау до 1983 года. При его участии была проведена конституционная реформа 1982 года, убравшая идеологические установки социализма из Основного закона Португалии. В 1981—1982 годах Фрейташ ду Амарал был председателем Европейской народной партии (ЕНП).
Оставив правительственный пост, Фрейташ ду Амарал подал в отставку и с председательства в СДЦ—НП.

### Кандидат в президенты
На выборах 1986 года Фрейташ ду Амарал баллотировался в президенты как единый кандидат правых сил. Он с большим отрывом лидировал в первом туре, получив 46,3 % голосов. Но во втором туре победу одержал кандидат Социалистической партии (СП) Мариу Соареш — 51,2 % против 48,8 % у Фрейташа ду Амарала.

## Уход из СДЦ—НП
Убеждённый сторонник евроинтеграции Фрейташ ду Амарал в начале 1990-х вступил в конфликт с руководством СДЦ—НП, в котором взяли верх евроскептики Мануэл Монтейру и Паулу Порташ. В 1992 году Фрейташ ду Амарал вышел из основанной им партии и сблизился с СДП. Продолжал выступать с политическими заявлениями, сохранял высокий авторитет в Португалии и за её пределами. В 1995—1996 годах являлся председателем 50-й сессии Генеральной ассамлеи ООН.
В 1998 году основал юридический факультет в Новом университете Лиссабона. До 2007 года читал лекции по истории португальского административного права.
В 2002—2003 Фрейташ ду Амарал вступил в конфликт с СДП, правительство которой во главе с Жозе Мануэлом Баррозу поддержало вторжение США и их союзников в Ирак (2003). Фрейташ ду Амарал резко критиковал американскую администрацию Джорджа Буша-младшего. Сошёлся с СП и в 2005 году занял пост министра иностранных дел в правительстве Жозе Сократеша. В связи с членством в социалистическом правительстве Фрейташ ду Амарал вышел из ЕНП.
Подал в отставку в 2006 году, ссылаясь на усталость и проблемы со здоровьем.
В 2016 году участвовал во встрече исторических лидеров СДЦ—НП с новым председателем партии Асунсан Кришташ.

## После активной политики
С 2011 года Фрейташ ду Амарал вёл курс публичного права и экономики на факультете права Лузофонского университета гуманитарных наук и технологий. Являлся координатором Португальского центра лузофонских исследований.
Автор многочисленных работ по португальской юриспруденции и политической истории (в том числе биографий Са Карнейру, Вириата и Мануэла I). В 1995 году опубликовал политические мемуары O Antigo Regime e a Revolução. Memórias políticas 1941—1975 — Старый режим и революция. Политические воспоминания 1941—1975.
В 2015 году Фрейташ ду Амарал был допрошен в рамках расследования авиакатастрофы в Камарате. Боевик CODECO Жозе Эштевеш, бывший охранник Фрейташа ду Амарала, дал показания, в которых заявил, будто самолёт Са Карнейру был взорван и прозрачно намекнул на заинтересованность тогдашнего лидера СДЦ. Фрейташ ду Амарал категорически отверг утверждения Эштевеша — известного эксцентричностью, агрессивностью и психической неуравновешенностью.

## Кончина и похороны
Скончался Фрейташ ду Амарал 3 октября 2019 года после продолжительной болезни (рак костей) в возрасте 78 лет в госпитале CUF в Кашкайше, в котором проходил лечение с 16 сентября. Президент Португалии Марселу Ребелу де Соуза назвал Фрейташа ду Амарала «одним из основателей демократии» в стране. Позже было объявлено, что президент отменил намеченный ранее визит в Рим по случаю возведения в кардиналы Толентину Мендонса, чтобы присутствовать на похоронах Фрейташа ду Амарала.
На траурной церемонии в церкви Санта-Мария-де-Белен в монастыре Жеронимуш 5 октября присутствовали действующий Президент Республики Марселу Ребелу де Соуза и бывшие президенты Рамалью Эанеш и Каваку Силва, премьер-министр Антониу Кошта, действующие и бывшие члены правительства, председатель парламента Эдуарду Ферру Родригеш, председатель партии СДЦ-НП Асунсан Кришташ и около 20 университетских профессоров в традиционных академических костюмах. По окончании церемонии несколько профессоров вынесли из церкви гроб Фрейташа ду Амарала, покрытый национальным флагом. Фрейташ ду Амарал был похоронен с воинскими почестями на кладбище Гиа в Кашкайше. Совет министров объявил 5 октября 2019 года днём национального траура.

## Семья
Был женат на известной писательнице Марии Жозе Салгаду Сарменту де Матуш (литературный псевдоним Мария Рома). Имел двух сыновей, двух дочерей, двух внуков и трёх внучек. Сын Домингуш известен как журналист и писатель, дочь Филипа как художница.

## Награды
Награды Португалии
| Страна     | Дата             | Награда                                                      | Награда                                                      | Литеры |
| ---------- | ---------------- | ------------------------------------------------------------ | ------------------------------------------------------------ | ------ |
| Португалия | 3 августа 1983 — | Кавалер Большого креста ордена Христа                        | Кавалер Большого креста ордена Христа                        | GCC    |
| Португалия | 9 июня 1994 —    | Кавалер Большого креста ордена Инфанта дона Энрике           | Кавалер Большого креста ордена Инфанта дона Энрике           | GCIH   |
| Португалия | 9 июня 2003 —    | Кавалер Большого креста Военного ордена Святого Якова и меча | Кавалер Большого креста Военного ордена Святого Якова и меча | GCSE   |

Награды иностранных государств
| Страна   | Дата вручения     | Награда                                                                             | Награда                                                                             | Литеры |
| -------- | ----------------- | ----------------------------------------------------------------------------------- | ----------------------------------------------------------------------------------- | ------ |
| Италия   | 3 ноября 1980 —   | Кавалер Большого креста ордена «За заслуги перед Итальянской Республикой»           | Кавалер Большого креста ордена «За заслуги перед Итальянской Республикой»           |        |
| Норвегия | 3 ноября 1980 —   | Кавалер Большого креста ордена Святого Олафа                                        | Кавалер Большого креста ордена Святого Олафа                                        |        |
| Германия | 22 декабря 1980 — | Кавалер Большого креста ордена «За заслуги перед Федеративной Республикой Германия» | Кавалер Большого креста ордена «За заслуги перед Федеративной Республикой Германия» |        |
| Эстония  | 21 ноября 2005 —  | Кавалер ордена Белой звезды 1 класса                                                | Кавалер ордена Белой звезды 1 класса                                                |        |
| Франция  | 27 января 2006 —  | Командор Национального ордена «За заслуги»                                          | Командор Национального ордена «За заслуги»                                          |        |